# Milićevo Selo
Milićevo Selo (cyr. Милићево Село) – wieś w Serbii, w okręgu zlatiborskim, w gminie Požega. W 2011 roku liczyła 657 mieszkańców.